# 99 Flake

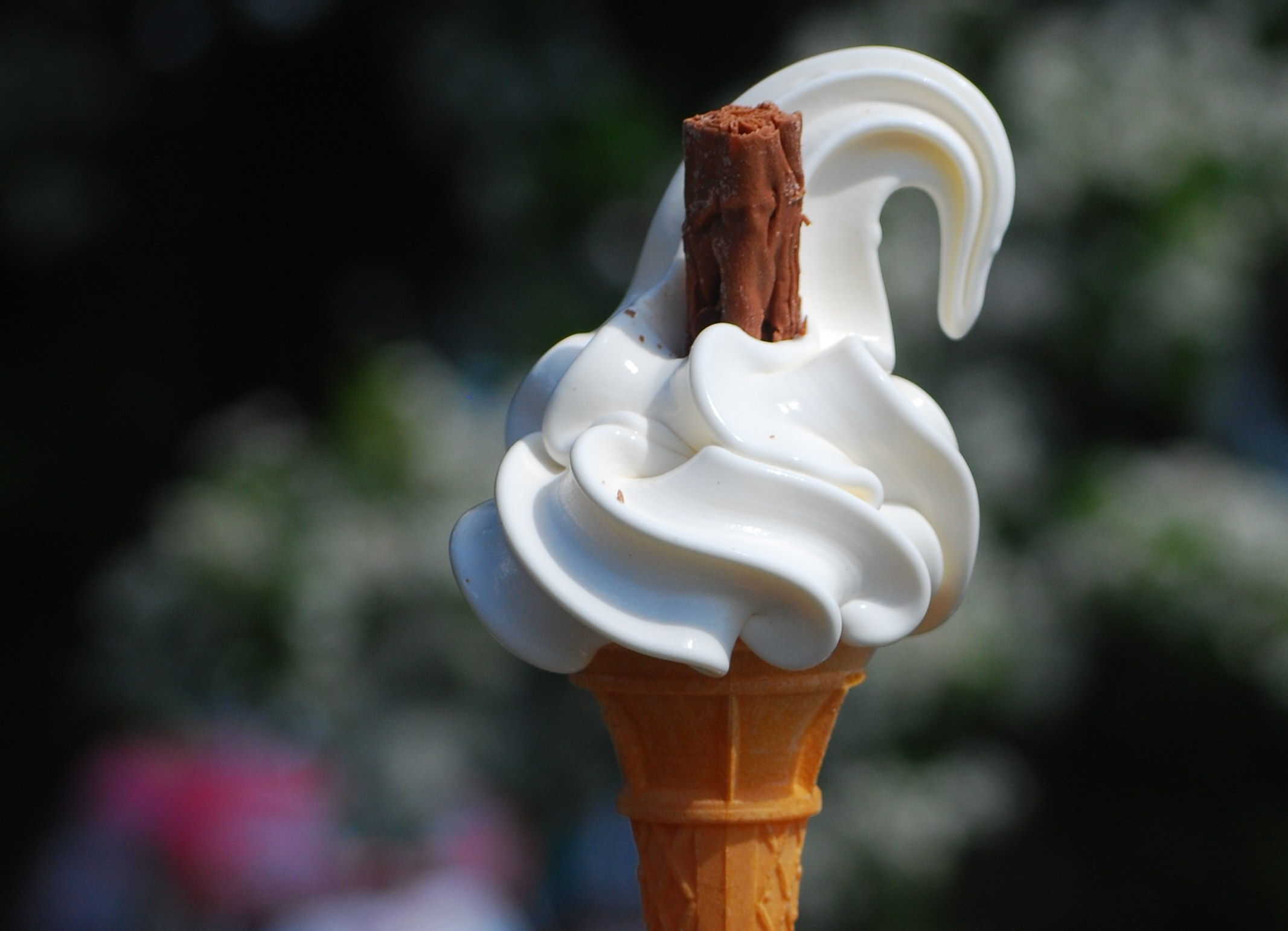
Kem 99 Flake, với thanh sô-cô-la Cadbury Flake

99 Flake, 99 hoặc chín mươi chín là loại kem ốc quế có gắn kèm thanh sô-cô-la Cadbury Flake vào trong. Thuật ngữ này cũng có thể đề cập đến thanh sô-cô-la Flake có kích thước bằng một nửa do Cadbury sản xuất, đặc biệt được tạo ra dành cho các loại kem ốc quế như vậy, và cho một sản phẩm kem ốc quế cũng do hãng này tiếp thị trên thị trường.
Loại kem này được tạo ra tại nhà máy của Cadbury ở Birmingham nước Anh, ban đầu người ta thiết kế lớp kem nhằm tạo thành hình dạng khối lập phương và để vừa với bánh xốp. Đến năm 1930, Cadbury đã bán Flake "99" dài một nửa đặc biệt dành cho que kem ốc quế.

## Kem '99'

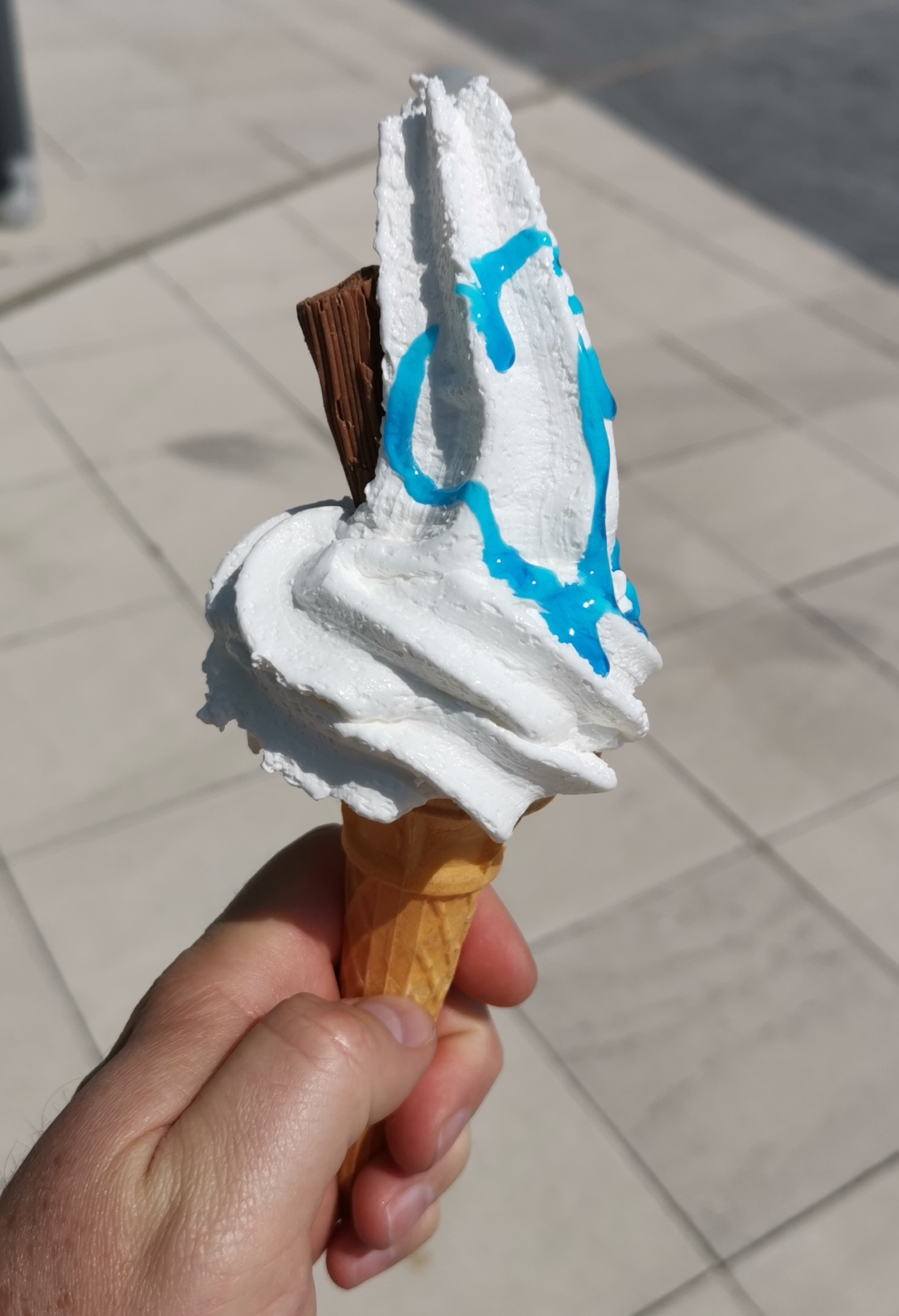
Kem 99 với xi-rô vị trân châu

99 Flake là một loại kem ốc quế, thường được làm bằng kem soft serve kèm theo thanh sô-cô-la Flake trong đó.  Kem thường có vị vani. Xe bán kem và cửa hàng kem có bày bán loại kem này. Các biến thể bao gồm số 99 với hai thanh flake – thường được gọi là "số 99 kép" hoặc "tai thỏ" – và số 99 với xi-rô dâu tây hoặc quả mâm xôi ở trên, đôi khi được gọi là "máu của khỉ".

## Thanh Cadbury 99 Flake
Thanh sô-cô-la Flake do Cadbury sản xuất và tiếp thị lần đầu tiên được phát triển ở Anh vào năm 1920. Một nhân viên của Cadbury lưu ý rằng khi sô-cô-la thừa từ các khuôn dùng để tạo ra những thanh sô-cô-la khác rút ra hết thì sẽ rơi ra theo dòng chảy và tạo ra loại sô-cô-la gấp lại với đặc tính dễ bong tróc.
"99 Flake" thời kỳ đầu là loại "bánh kẹp" dạng xốp, không phải là một thanh flake được cắm vào một que kem ốc quế. Loại này bao gồm một miếng sô-cô-la nhỏ được chèn vào giữa hai phần kem và đặt giữa hai chiếc bánh quy xốp.
Năm 1930, Cadbury bắt đầu sản xuất một phiên bản nhỏ hơn của thanh Flake tiêu chuẩn, đặc biệt được dùng cho kem ốc quế. Chúng được bày bán trên thị trường với cái tên 99 Flake và bán rời trong hộp chứ không được gói riêng lẻ như Flake truyền thống.

## Tên gọi
Chưa rõ nguồn gốc tên gọi loại kem này. Có người khẳng định rằng nó được sản xuất ở Portobello, Scotland, là nơi mà Stefano Arcari đã mở một cửa hàng vào năm 1922 tại số 99 Portobello Phố High – bẻ đôi một thanh "Flake lớn và dán vào một cây kem. Tên gọi 99 Flake bắt nguồn từ địa chỉ của cửa hàng này. Một đại diện của Cadbury đã lấy ý tưởng này đặt tên cho công ty của mình. Lời kể khác dựa trên địa chỉ số "99" do Dunkerleys đặt ra ở Gorton, Manchester, vốn là chủ tiệm điều hành một cửa hàng bán đồ ngọt tại số 99 Phố Wellington.
Khả năng đặt tên khác là nó được những người bán kem Ý nhập cư đặt tên do nhiều người trong số họ vốn xuất thân từ các vùng núi ở Veneto, đặc biệt là ở dãy núi Bellunes, Trentino và Friuli. Cái tên này được lập ra nhằm vinh danh làn sóng lính quân dịch cuối cùng của Ý trong Thế chiến thứ nhất, sinh năm 1899 và gọi là "i Ragazzi del 99" ("Những chàng trai sinh năm '99"). Ngay tại nước Ý, họ được coi trọng đến mức một số đường phố đã được đặt tên này nhằm vinh danh họ. Miếng sô-cô-la có thể khiến những người bán kem nhớ đến chiếc lông vũ dài sẫm màu được chếch ở một góc trong chiếc mũ của Trung đoàn Alpini thuộc về nhóm lính quân dịch này.
Trang web của Cadbury nói rằng lý do đằng sau việc Flake được gọi là "99" đã "mất tích trong lớp sương mù thời gian". Tuy nhiên, trang web này cũng tham khảo bài viết trích từ một bài báo cũ của Cadbury có nói rằng cái tên này bắt nguồn từ đội cận vệ của vua Ý, bao gồm 99 người lính và do đó "bất cứ thứ gì thực sự đặc biệt hoặc hạng nhất đều được gọi là 99".